# Montalto Pavese
Montalto Pavese (lombardul: Muntalt) település Olaszországban, Lombardia régióban, Pavia megyében. Lakosainak száma 852 fő (2023. január 1.). Montalto Pavese Borgo Priolo, Calvignano, Montecalvo Versiggia, Oliva Gessi, Pietra de’ Giorgi, Rocca de’ Giorgi, Colli Verdi, Borgoratto Mormorolo, Mornico Losana és Lirio községekkel határos.

## Népesség
A település lakossága az elmúlt években az alábbi módon változott:
| Lakosok száma | 876  | 896  | 852  |
|               | 2017 | 2018 | 2023 |